# Основа Олег Олександрович
Олег Олександрович Основа (17 липня 1999 — 7 березня 2022) — лейтенант, командир танкової роти 17 ОТБр Збройних сил України, учасник російсько-української війни.

## Життєпис
З 2005 по 2014 рік навчався у КЗШ I - III ступенів № 34, з 2014 по 2016 рік навчався у КЗШ I – III ступенів № 52 м. Кривий Ріг.
У 2016 році вступив до Національної академії Сухопутних військ імені Гетьмана Петра Сагайдачного, закінчив навчання у 2020 році і отримав звання лейтенанта, по розподілу був направлений для подальшого проходження служби у 17-ту окрему танкову Криворізьку бригаду імені Костянтина Пестушка на посаду командир танкової роти.
Загинув 7 березня 2022 року під час ведення бойових дій під Маріуполем разом зі своїм танковим екіпажем. Похований на кладовищі Алеї Слави у Кривому Розі.
Залишились батьки, дружина та донька Злата.

## Нагороди
- орден «За мужність» III ступеня (2022, посмертно) — за особисту мужність і самовіддані дії, виявлені у захисті державного суверенітету та територіальної цілісності України, вірність військовій присязі.